# ليردام
ليردام Leerdam  هي مدينة وبلدية غرب هولندا، في مقاطعة جنوب هولندا.

## طوبوغرافيا
خريطة طوبوغرافية هولندية لبلدية ليردام، يونيو 2015، (تقرأ بعد ثلاث نقرات على الخريطة).

## معرض صور

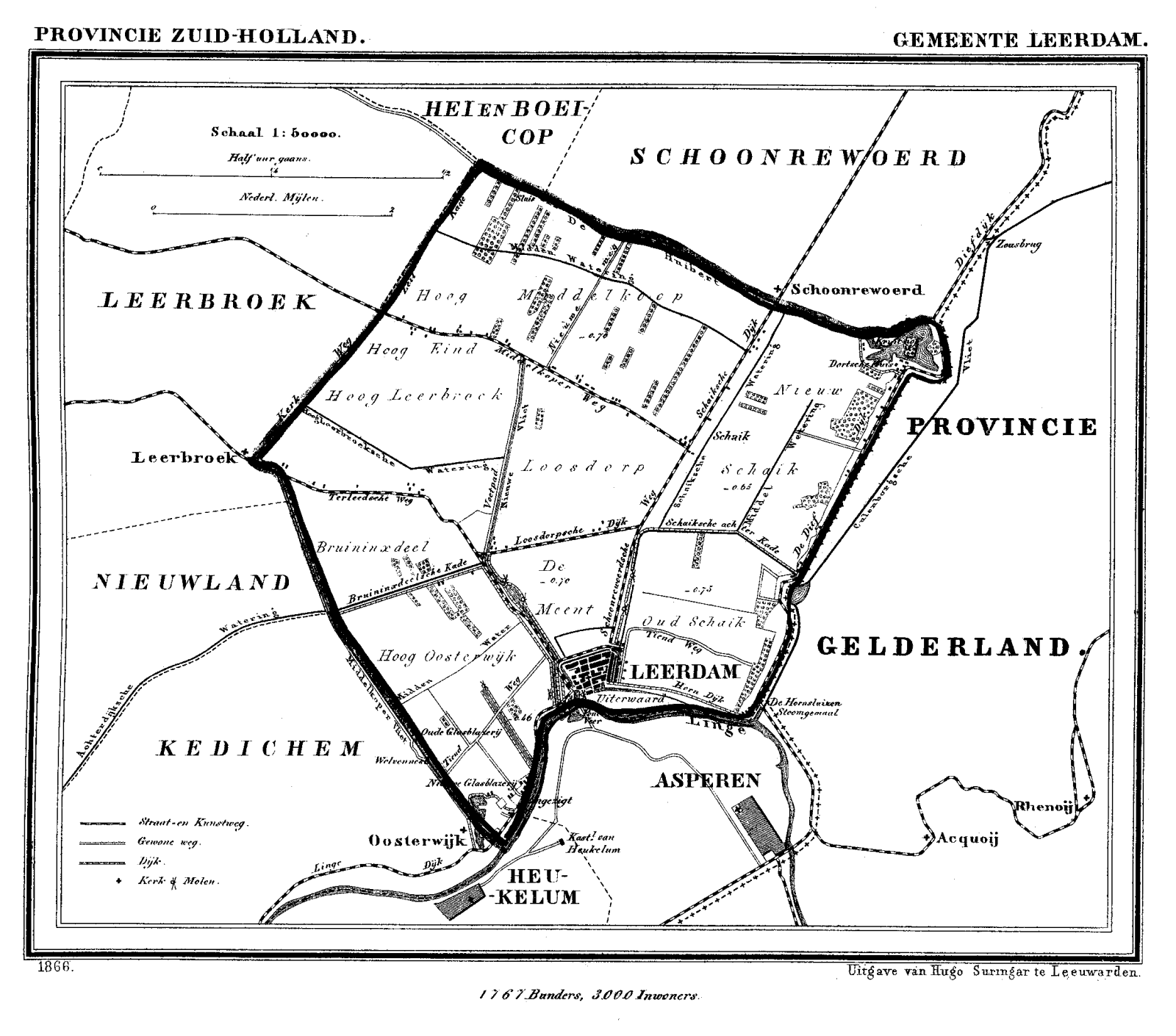
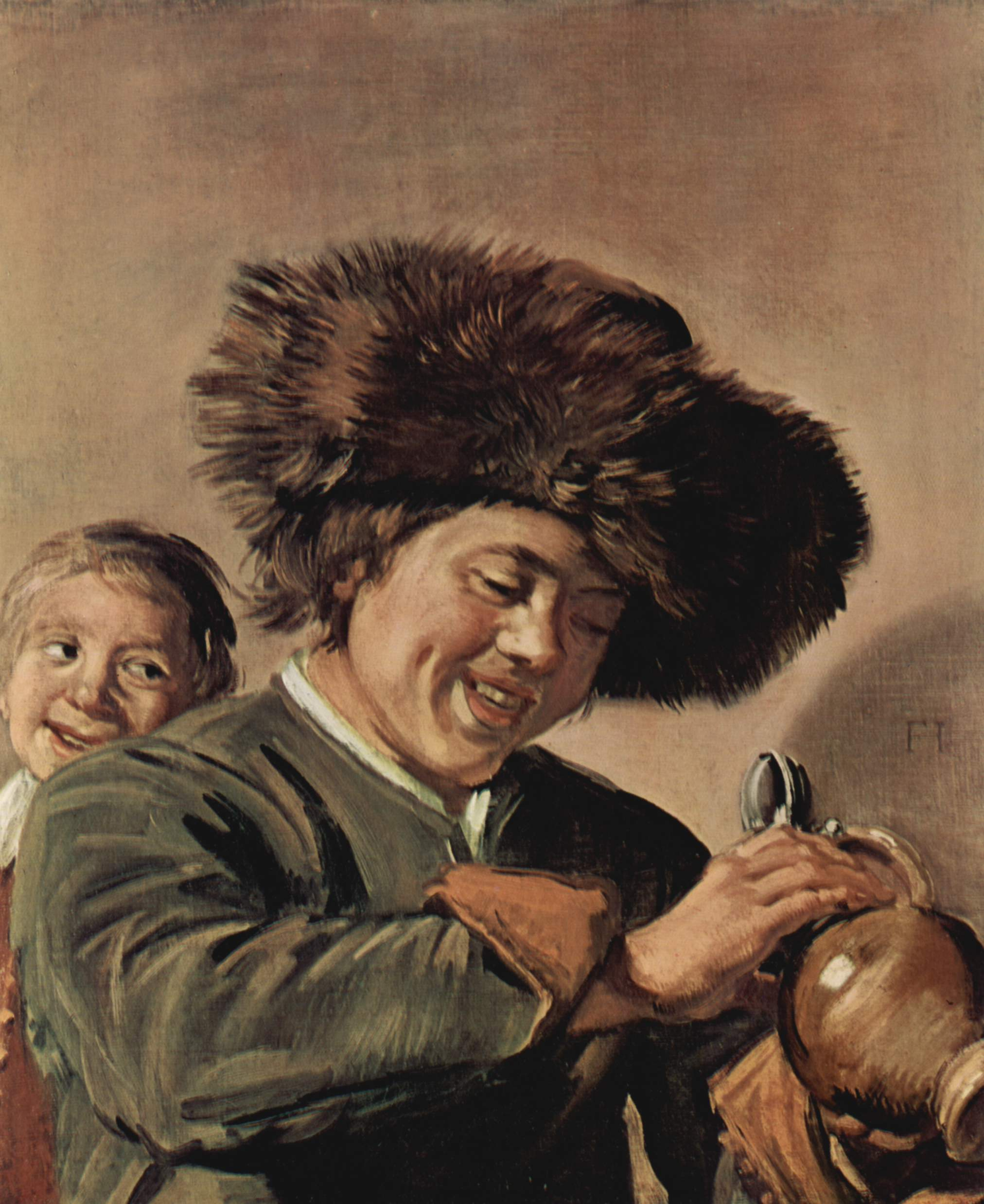
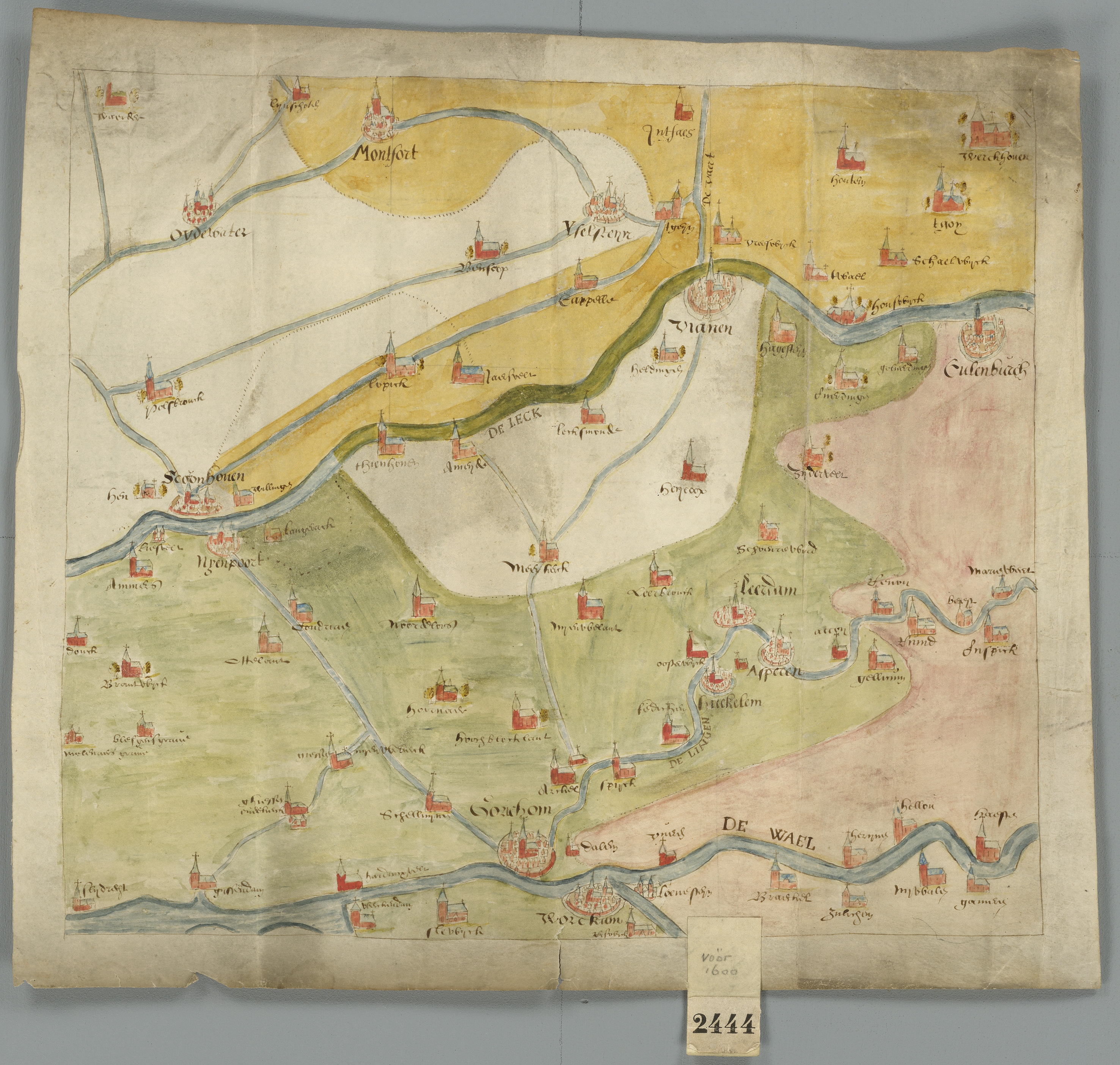

## أعلام
- كورنيليوس جانسين
- ماتوي ميدلكوب
- أرنو بروك
- هينك بيليكان